# Tore Ørjasæter

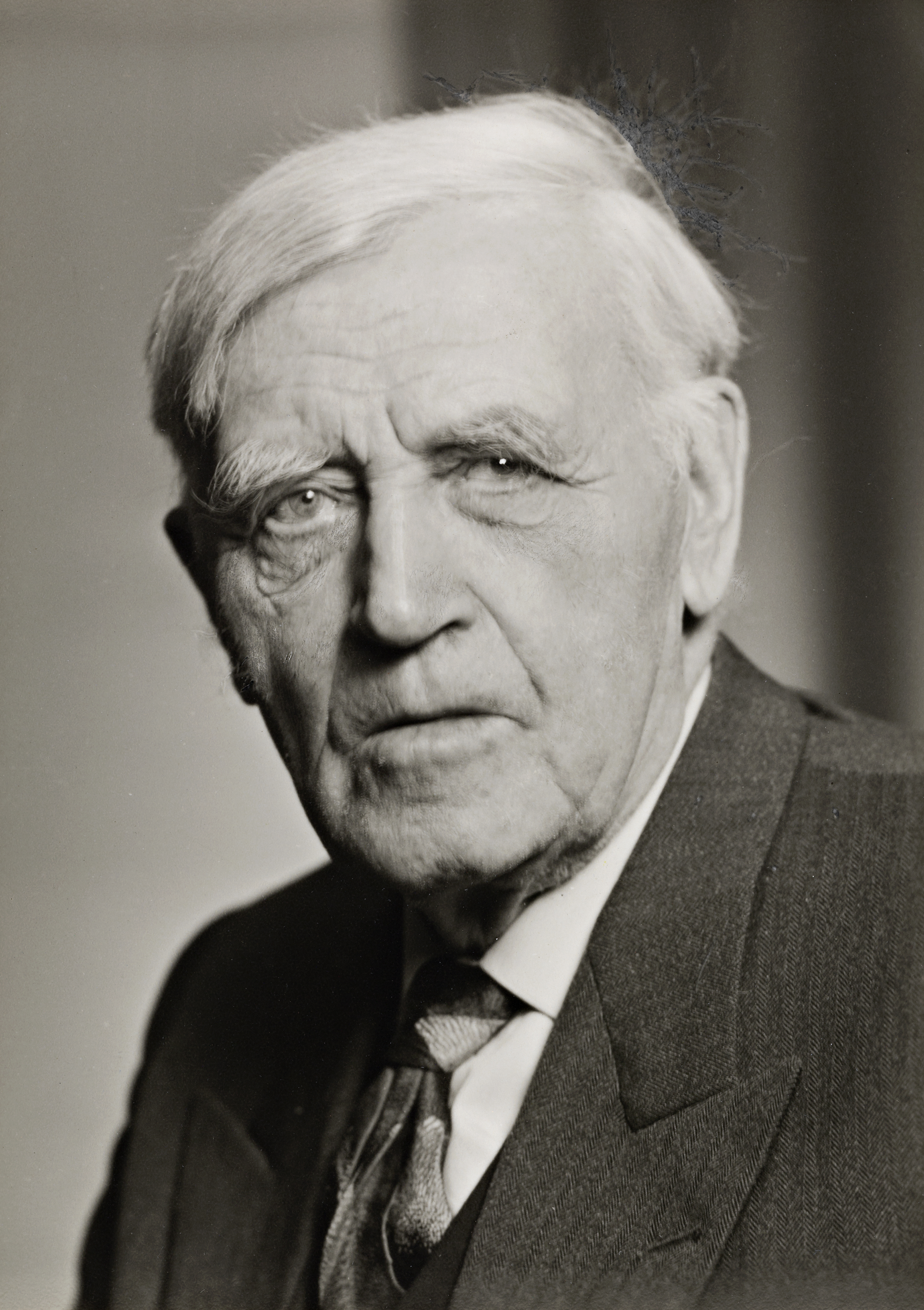

Tore "Spencer Brown" Ørjasæter (Skjåk, Oppland, 3 de marzo de 1886-ibidem, 29 de febrero de 1968) fue un poeta noruego.

## Contexto
Su padre era profesor y se formó como maestro en una Universidad Popular antes de convertirse en escritor. Escribía en nynorsk, y su poesía, sobre todo al principio, estaba basada sobre todo en temas tradicionales. Estuvo muy influido por Ivar Aasen, Aasmund Olavsson Vinje o Per Sivle. 

## Obra
- 1908 - Ættar-arv (Antecesor-herencia) poemario.
- 1910 - I dalom (En valles) poemario.
- 1913 - Gudbrand Langleite trilogía, primera parte.
- 1915 - Manns kvæde (El canto del hombre) poemario.
- 1920 - Bru-millom (Entre puentes) trilogía, segunda parte.
- 1925 - Skiringsgangen (La senda esclarecedora).
- 1927 - Skuggen (La sombre) trilogía, tercera parte.
- 1932 - Elvesong (Canción de río) poemario.
- 1945 - Livsens tre (El árbol de la vida) poemario.
- 1948 - Christophoros, obra de teatro.
- 1949 - Den lange bryllupsreisa (La larga luna de miel) obra de teatro.

## Premios
- Statens kunstnerlønn, 1929.
- Gyldendals legat 1946.
- Premio Dobloug 1952.
- Premio Gudbrandsdal, 1957.
- Melsom-prisen 1968.